# Irene Gorovaia

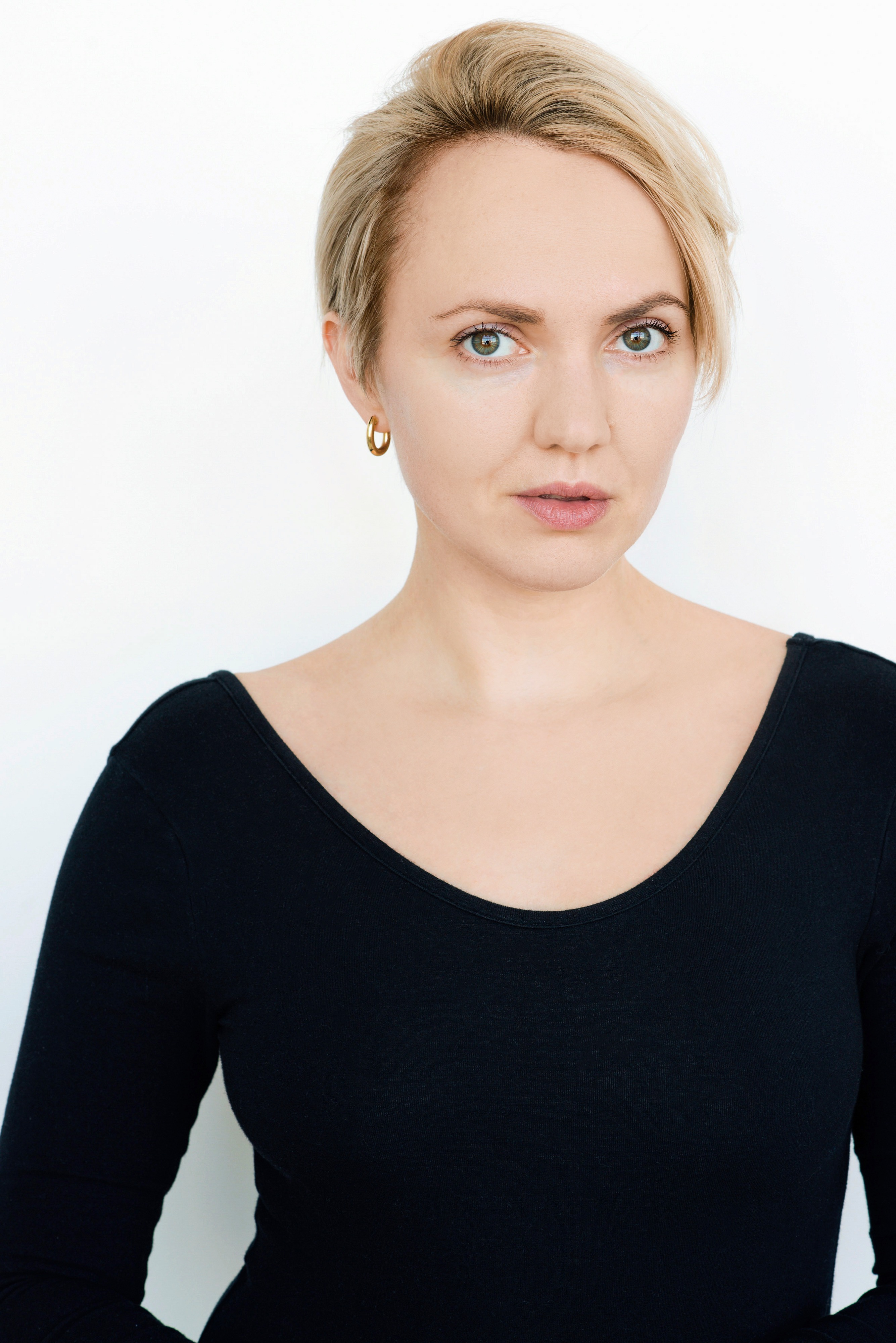
Irene Gorovaia, 2021

Irene Gorovaia, auch Irina Gorovaia, russisch Ирина Горовая (* 13. Juni 1989 in Sankt Petersburg, Russland) ist eine russisch-US-amerikanische Filmschauspielerin und Tänzerin.

## Leben
Sie wuchs in Brooklyn, New York City auf. Später wurde sie an der School of American Ballet zur Ballett-Tänzerin ausgebildet und nahm auch Schauspielunterricht. 2001 hatte sie ihre erste Kinderrolle als „Margot“ in Die Royal Tenenbaums, diese Rolle brachte ihr eine Nominierung beim Young Artist Award ein. 2001 folgte das Drama Es bleibt in der Familie wo sie „Abby Staley“ verkörperte. In Butterfly Effect spielte sie „Kayleigh mit 13 Jahren“. Es folgten die nächsten Jahre noch einige kleinere Film- und Fernseh-Produktionen.

## Filmografie
- 2001: Die Royal Tenenbaums (The Royal Tenenbaums)
- 2003: Es bleibt in der Familie (It Runs in the Family)
- 2004: Butterfly Effect (The Butterfly Effect)
- 2012: Winners
- 2015: Mortal Kombat Fates Beginning (Kurzfilm)
- 2015: Cold Bloods (Fernsehserie, 2 Folgen)
- 2016: After the Outbreak
- 2016: Surviving the Outbreak
- 2016: The Box (Kurzfilm)
- 2016: The Swipers (Miniserie, eine Folge)
- 2017: Boarding School
- 2017: Into the Outbreak
- 2019: A Magnificent Gray (Kurzfilm)